# Philagra montana
Philagra montana är en insektsart som beskrevs av Kato 1933. Philagra montana ingår i släktet Philagra och familjen spottstritar. Inga underarter finns listade i Catalogue of Life.